# Prix Paul-Labbé-Vauquelin
Le prix Paul-Labbé-Vauquelin, de la fondation du même nom, est un ancien prix de poésie biennal de l'Académie française, créé en 1929 et « destiné à l’auteur d'un recueil de vers d'inspiration régionaliste, ou à défaut, d'inspiration intime ».

## Liste des lauréats

### Années 1930
- 1931 : 
  - Gaston Charbonnier pour Clartés sur le chemin
  - Éléonor Daubrée (1881-1961) pour La Terre des ancêtres
- 1933 : Dominique Vecchini pour Bastia
- 1935 : 
  - Henri de Clavière pour Bigorre
  - Albert Tustes (1888-1943) pour Les Chevaleresques
- 1937 : 
  - Maurice Debled pour Le Passereau solitaire
  - Lise Laurent-Martin pour Villa perdue
- 1939 : Jean Pelletier pour Les Heures passées

### Années 1940
- 1941 : 
  - Pierre Jouvenet pour Hors la poudre du greffe
  - Julien L'Hermitte pour Images et Méditations
- 1943 : Robert Tardiveau (1899-1950) pour La Dispute des créatures
- 1945 : Pierre Latrobe pour Heures d’ombre et de clarté
- 1947 : 
  - Jacques Godron pour Visages et pays
  - Jacques Gustily Krafft (1890-1960) pour Suite vaudoise
- 1949 : Hugues Fouras (1899-1994) pour Tombés du nid

### Années 1950
- 1951 : 
  - René Palmiéry pour La Nacelle de pourpre
  - Alfred Prody pour Les Chants perdus
- 1953 : 
  - Alice Cluchier (1899-1987) pour Le Cœur et la Croix
  - Marguerite Henry-Rosier pour Mesure de la joie
- 1959 : Émile Queinnec pour La Mer et toi

### Années 1960
- 1961 : 
  - Marcelle Deneux pour Les Chants de la délaissée
  - Louis Desprat pour Passages
  - M. Pilou-Bardot pour Vers en vrac
- 1963 : Pierre Autize pour Cadence humaine
- 1965 : Gaston Bourgeois (1910-1988) pour D’eau, d’azur et de pierres
- 1967 : André Bérard pour Le Fil des Êtres
- 1969 : Jean Pourtal de Ladevèze pour La Frontière ambiguë

### Années 1970
- 1975 : Jean-Louis Vallas pour Résonance de Paris
- 1977 : Jean-Pierre Gaubert pour Des Soleils rouergats
- 1979 : Geneviève de Ternant pour Poèmes dans la tourmente

### Années 1980
- 1983 : Raymond Lafon pour Envol vers la lumière
- 1985 : Louis Allègre pour Fascinante Cévenne aux crépuscules mauves
- 1987 : Joseph de Tinguy pour L’Astre en forme de oui